# Hypercompe confusa
Hypercompe confusa är en fjärilsart som beskrevs av Druce 1884. Hypercompe confusa ingår i släktet Hypercompe och familjen björnspinnare. Inga underarter finns listade i Catalogue of Life.